# Seznam dílů seriálu Soví dům
Toto je seznam dílů seriálu Soví dům. Americký animovaný fantasy televizní seriál Soví dům byl premiérově vysílán od 10. ledna 2020 do 8. dubna 2023 na televizní stanici Disney Channel. Seriál byl též vysílán na českém Disney Channelu.

## Přehled řad
| Řada | Díly | Premiéra v USA  | Premiéra v USA  | Premiéra v ČR | Premiéra v ČR |
| Řada | Díly | První díl       | Poslední díl    | První díl     | Poslední díl  |
| ---- | ---- | --------------- | --------------- | ------------- | ------------- |
| 1    | 19   | 10. ledna 2020  | 29. srpna 2020  | vysíláno      | vysíláno      |
| 2    | 21   | 12. června 2021 | 28. května 2022 | vysíláno      | vysíláno      |
| 3    | 3    | 15. října 2022  | 8. dubna 2023   | vysíláno      | vysíláno      |

## Seznam dílů

### První řada (2020)
| Č. v seriálu | Č. v řadě | Původní název                      | Český název                 | Režie                             | Scénář | Storyboard | Premiéra v USA    | Premiéra v ČR | Prod. kód |
| ------------ | --------- | ---------------------------------- | --------------------------- | --------------------------------- | --- | --- | ----------------- | ------------- | --------- |
| 1            | 1         | A Lying Witch and a Warden         | Prolhaná čarodějka a hlídač | Stephen Sandoval                  | námět: Dana Terrace, Rachel Vine, Zach Marcus a John Bailey Owen scénář: Dana Terrace a Rachel Vine                                                           | Bosook „Bo“ Coburn, Cat Harman-Mitchell, Stephen Sandoval a Dana Terrace                                                   | 10. ledna 2020    | vysíláno      | 101       |
| 2            | 2         | Witches Before Wizards             | Prolhaní kouzelníci         | Stu Livingston                    | námět: Dana Terrace a Rachel Vine scénář: Rachel Vine | Charlie Bryant, Hayley Wong a Cat Harman-Mitchell                                                                          | 17. ledna 2020    | vysíláno      | 102       |
| 3            | 3         | I Was a Teenage Abomination        | Byla jsem mladá Ohavnost    | Stephen Sandoval                  | námět: Dana Terrace, Rachel Vine, Charley Feldman, Zach Marcus, Manuel Jesse Nieto Jr. a John Bailey Owen scénář: John Bailey Owen a Dana Terrace             | Inbal Breda, Bosook „Bo“ Coburn, Madeleine Flores, Chris Pianka a Stephen Sandoval                                         | 24. ledna 2020    | vysíláno      | 103       |
| 4            | 4         | The Intruder                       | Vetřelec                    | Stu Livingston                    | Manuel Jesse Nieto Jr., Dana Terrace a Rachel Vine | Charlie Bryant, Cat Harman-Mitchell a Stu Livingston                                                                       | 31. ledna 2020    | vysíláno      | 104       |
| 5            | 5         | Covention                          | Slet čarodějnic             | Aminder Dhaliwal a Stu Livingston | námět: Dana Terrace, Rachel Vine, Charley Feldman, Zach Marcus, Manuel Jesse Nieto Jr. a John Bailey Owen scénář: Charley Feldman, Rachel Vine a Dana Terrace | Bosook „Bo“ Coburn, Aminder Dhaliwal, Amelia Lorenz a Kelsey Norden                                                        | 7. února 2020     | vysíláno      | 105       |
| 6            | 6         | Hooty's Moving Hassle              | Houk začal chodit           | Stephen Sandoval                  | Jeff Trammell, Charley Feldman, John Bailey Owen, Rachel Vine a Dana Terrace                                                                                  | Bosook „Bo“ Coburn, Madeleine Flores, Naomi Hicks, Ben Holm, Amelia Lorenz, Chris Pianka a Stephen Sandoval                | 21. února 2020    | vysíláno      | 106       |
| 7            | 7         | Lost in Language                   | Ztraceni v knihách          | Aminder Dhaliwal                  | Zach Marcus, Rachel Vine a Dana Terrace | Bosook „Bo“ Coburn, Aminder Dhaliwal, Ben Holm, Amelia Lorenz a Kelsey Norden                                              | 28. února 2020    | vysíláno      | 107       |
| 8            | 8         | Once Upon a Swap                   | Výměna těl                  | Aminder Dhaliwal                  | námět: Dana Terrace, Rachel Vine, Charley Feldman, Molly Ostertag a John Bailey Owen scénář: Charley Feldman, Rachel Vine a Dana Terrace                      | Bosook „Bo“ Coburn, Aminder Dhaliwal, Hayley Wong, Ben Holm, Amelia Lorenz a Cat Harman-Mitchell                           | 6. března 2020    | vysíláno      | 115       |
| 9            | 9         | Something Ventured, Someone Framed | Občas se to nepovede        | Sabrina Cotugno                   | námět: Dana Terrace, Rachel Vine, Zach Marcus a John Bailey Owen scénář: Zach Marcus                                                                          | Emmy Cicierega, Sabrina Cotugno, Madeleine Flores a Chris Pianka                                                           | 13. března 2020   | vysíláno      | 109       |
| 10           | 10        | Escape of the Palisman             | Fámula na útěku             | Aminder Dhaliwal                  | námět: Dana Terrace scénář: John Bailey Owen, Rachel Vine & Dana Terrace                                                                                      | Inbal Breda, Bosook „Bo“ Coburn, Aminder Dhaliwal, Ben Holm a Amelia Lorenz                                                | 20. března 2020   | vysíláno      | 108       |
| 11           | 11        | Sense and Insensitivity            | City proti bezcitnosti      | Stu Livingston                    | námět: Dana Terrace, Rachel Vine a Zach Marcus scénář: Zach Marcus                                                                                            | Charlie Bryant, Hayley Wong, Cat Harman-Mitchell a Stu Livingston                                                          | 11. července 2020 | vysíláno      | 111       |
| 12           | 12        | Adventures in the Elements         | Dobrodružství ve sněhu      | Sabrina Cotugno                   | námět: Dana Terrace, Rachel Vine, Charley Feldman, Zach Marcus a John Bailey Owen scénář: Dana Terrace a John Bailey Owen                                     | Inbal Breda, Emmy Cicierega, Sabrina Cotugno, Madeleine Flores a Chris Pianka                                              | 18. července 2020 | vysíláno      | 110       |
| 13           | 13        | The First Day                      | První den                   | Sabrina Cotugno                   | námět: Dana Terrace scénář: Dana Terrace, Rachel Vine, Zach Marcus a John Bailey Owen                                                                         | Emmy Cicierega, Sabrina Cotugno, Madeleine Flores a Chris Pianka                                                           | 25. července 2020 | vysíláno      | 113       |
| 14           | 14        | Really Small Problems              | Malé problémy               | Stu Livingston                    | námět: Dana Terrace, Rachel Vine, Charley Feldman, Zach Marcus, Molly Ostertag a John Bailey Owen scénář: Zach Marcus a Dana Terrace                          | Inbal Breda, Charlie Bryant, Hayley Wong, Cat Harman-Mitchell a Stu Livingston                                             | 1. srpna 2020     | vysíláno      | 112       |
| 15           | 15        | Understanding Willow               | Porozumět Willow            | Aminder Dhaliwal                  | námět: Dana Terrace, Rachel Vine, Charley Feldman, Zach Marcus, Molly Ostertag a John Bailey Owen scénář: John Bailey Owen                                    | Inbal Breda, Emmy Cicierega, Bosook „Bo“ Coburn, Sabrina Cotugno, Madeleine Flores, Ben Holm, Amelia Lorenz a Chris Pianka | 1. srpna 2020     | vysíláno      | 114       |
| 16           | 16        | Enchanting Grom Fright             | Strach ze Slizu             | Stu Livingston                    | námět: Dana Terrace, Rachel Vine a Molly Ostertag scénář: Molly Ostertag                                                                                      | Charlie Bryant, Emmy Cicierega, Madeleine Flores, Hayley Wong, Cat Harman-Mitchell, Chris Pianka a Spencer Wan             | 8. srpna 2020     | vysíláno      | 116       |
| 17           | 17        | Wing It Like Witches               | Hrát jako čarodějky         | Sabrina Cotugno                   | námět: Dana Terrace, Rachel Vine, Zach Marcus, Molly Ostertag a John Bailey Owen scénář: Molly Ostertag a Rachel Vine                                         | Bosook „Bo“ Coburn, Emmy Cicierega, Sabrina Cotugno, Amelia Lorenz a Chris Pianka                                          | 15. srpna 2020    | vysíláno      | 118       |
| 18           | 18        | Agony of a Witch (Part 1)          | Utrpení čarodějky           | Aminder Dhaliwal                  | námět: Dana Terrace, Rachel Vine, Zach Marcus, Molly Ostertag a John Bailey Owen scénář: John Bailey Owen                                                     | Luz Batista, Bosook „Bo“ Coburn, Aminder Dhaliwal, Ben Holm, Amelia Lorenz a Chris Pianka                                  | 22. srpna 2020    | vysíláno      | 119       |
| 19           | 19        | Young Blood, Old Souls (Part 2)    | Mladá krev, stará duše      | Stephen Sandoval                  | námět: Dana Terrace, Rachel Vine, Zach Marcus, Molly Ostertag a John Bailey Owen scénář: Rachel Vine a Dana Terrace                                           | Bosook „Bo“ Coburn, Madeleine Flores, Hayley Wong, Cat Harman-Mitchell, Ben Holm, Amelia Lorenz a Chris Pianka             | 29. srpna 2020    | vysíláno      | 120       |

### Druhá řada (2021–2022)
| Č. v seriálu | Č. v řadě | Původní název                          | Český název                             | Režie              | Scénář | Storyboard                                       | Premiéra v USA    | Premiéra v ČR | Prod. kód |
| ------------ | --------- | -------------------------------------- | --------------------------------------- | ------------------ | --- | ------------------------------------------------ | ----------------- | ------------- | --------- |
| 20           | 1         | Separate Tides                         | Nová cesta                              | Amelia Lorenz      | námět: Zach Marcus, John Bailey Owen, Dana Terrace, Mikki Crisostomo a Molly Ostertag scénář: Zach Marcus                                                 | Vince Aparo, Luz Batista, Hayley Wong a Ben Holm | 12. června 2021   | vysíláno      | 201       |
| 21           | 2         | Escaping Expulsion                     | Útěk před vyloučením                    | Bosook „Bo“ Coburn | námět: Molly Ostertag, John Bailey Owen, Dana Terrace, Mikki Crisostomo a Zach Marcus scénář: Molly Ostertag a Dana Terrace                               | Ben Holm, Alexandria Kwan a Nicole Rodriguez     | 19. června 2021   | vysíláno      | 202       |
| 22           | 3         | Echoes of the Past                     | Ozvěny z minulosti                      | Bridget Underwood  | námět: Mikki Crisostomo, John Baily Owen, Dana Terrace, Molly Ostertag a Zach Marcus scénář: Mikki Crisostomo                                             | Vince Aparo, Rhea Dadoo a King Pecora            | 26. června 2021   | vysíláno      | 203       |
| 23           | 4         | Keeping Up A-fear-ances                | Všechno je v pořádku                    | Amelia Lorenz      | námět: Zach Marcus, John Bailey Owen, Dana Terrace, Emmy Cicierega a Mikki Crisostomo scénář: Zach Marcus                                                 | Luz Batista, Hayley Wong a Cat Harman-Mitchell   | 3. července 2021  | vysíláno      | 204       |
| 24           | 5         | Through the Looking Glass Ruins        | Cesta zrcadlovými troskami              | Bosook „Bo“ Coburn | námět: Molly Ostertag, John Bailey Owen, Dana Terrace, Mikki Crisostomo, Janae Hall a Zach Marcus scénář: Molly Ostertag a Dana Terrace                   | Ben Holm, Alexandria Kwan a Nicole Rodriguez     | 10. července 2021 | vysíláno      | 205       |
| 25           | 6         | Hunting Palismen                       | Lov fámulů                              | Bridget Underwood  | námět: Janae Hall, John Bailey Owen, Dana Terrace, Mikki Crisostomo, Zach Marcus a Molly Ostertag scénář: Dana Terrace                                    | Vince Aparo, Rhea Dadoo a King Pecora            | 17. července 2021 | vysíláno      | 206       |
| 26           | 7         | Eda's Requiem                          | Rekviem pro Edu                         | Amelia Lorenz      | námět: Dana Terrace, John Bailey Owen, Mikki Crisostomo, Janae Hall, Molly Ostertag a Zach Marcus scénář: Dana Terrace                                    | Luz Batista, Hayley Wong a Cat Harman-Mitchell   | 24. července 2021 | vysíláno      | 207       |
| 27           | 8         | Knock, Knock, Knockin' on Hooty's Door | Houk pomocníkem                         | Amelia Lorenz      | námět: Dana Terrace, John Baily Owen, Zach Marcus, Molly Knox Ostertag a Madeleine Hernandez scénář: Dana Terrace, John Bailey Owen a Zach Marcus         | Luz Batista, Hayley Wong a Cat Harman-Mitchell   | 31. července 2021 | vysíláno      | 209       |
| 28           | 9         | Eclipse Lake                           | Jezero Zatmění                          | Bridget Underwood  | námět: John Bailey Owen, Dana Terrace, Mikki Crisostomo a Zach Marcus scénář: Dana Terrace                                                                | Vince Aparo, Rhea Dadoo a King Pecora            | 7. srpna 2021     | vysíláno      | 208       |
| 29           | 10        | Yesterday's Lie                        | Všechno je lež                          | Bosook „Bo“ Coburn | námět: Molly Ostertag, John Bailey Owen, Dana Terrace, Mikki Crisostomo, Janae Hall a Zach Marcus scénář: Molly Ostertag a Dana Terrace                   | Daun Han, Ben Holm a Alexandria Kwan             | 14. srpna 2021    | vysíláno      | 210       |
| 30           | 11        | Follies at the Coven Day Parade        | Coven Day Parade je plný nesmyslů       | Bosook „Bo“ Coburn | námět: Dana Terrace, John Bailey Owen, Emmy Cicierega, Mikki Crisostomo a Zach Marcus scénář: Dana Terrace                                                | Daun Han, Ben Holm a King Pecora                 | 19. března 2022   | vysíláno      | 211       |
| 31           | 12        | Elsewhere and Elsewhen                 | Jinde a jindy                           | Bridget Underwood  | námět: Dana Terrace, Emmy Cicierega, Mikki Crisostomo, Zach Marcus a John Bailey Owen scénář: Zach Marcus                                                 | Luz Batista, Rhea Dadoo a Yasmin Khudari         | 26. března 2022   | vysíláno      | 212       |
| 32           | 13        | Any Sport in a Storm                   | V případě bouřky postačí jakýkoli sport | Amelia Lorenz      | námět: Dana Terrace, Emmy Cicierega, Mikki Crisostomo, Zach Marcus a John Bailey Owen scénář: John Bailey Owen                                            | Mike Austin, Hayley Wong a Cat Harman-Mitchell   | 2. dubna 2022     | vysíláno      | 213       |
| 33           | 14        | Reaching Out                           | Podat pomocnou ruku                     | Bosook „Bo“ Coburn | námět: Dana Terrace, Emmy Cicierega, Mikki Crisostomo, Zach Marcus a John Bailey Owen scénář: Dana Terrace                                                | Daun Han, Ben Holm a King Pecora                 | 9. dubna 2022     | vysíláno      | 214       |
| 34           | 15        | Them's the Breaks, Kid                 | Chlapče, to jsou přestávky              | Bridget Underwood  | námět: Dana Terrace, Emmy Cicierega, Mikki Crisostomo, Zach Marcus a John Bailey Owen scénář: Zach Marcus                                                 | Sabrina Cotugno, Rhea Dadoo a Yasmin Khudari     | 16. dubna 2022    | vysíláno      | 215       |
| 35           | 16        | Hollow Mind                            | Mysl, která je dutá                     | Amelia Lorenz      | námět: Dana Terrace, Emmy Cicierega, Mikki Crisostomo, Madeleine Hernandez, Zach Marcus a John Bailey Owen scénář: Madeleine Hernandez a John Bailey Owen | Mike Austin, Hayley Wong a Cat Harman-Mitchell   | 23. dubna 2022    | vysíláno      | 216       |
| 36           | 17        | Edge of the World                      | Na samém okraji světa                   | Bosook „Bo“ Coburn | námět: Dana Terrace, Mikki Crisostomo, Madeleine Hernandez, Zach Marcus a John Bailey Owen scénář: Mikki Crisostomo                                       | Daun Han, Ben Holm a King Pecora                 | 30. dubna 2022    | vysíláno      | 217       |
| 37           | 18        | Labyrinth Runners                      | Běžci z labyrintu                       | Bridget Underwood  | námět: Dana Terrace, Emmy Cicierega, Mikki Crisostomo, Madeleine Hernandez, Zach Marcus a John Bailey Owen scénář: Luz Batista a Dana Terrace             | Luz Batista, Rhea Dadoo a Yasmin Khudari         | 7. května 2022    | vysíláno      | 218       |
| 38           | 19        | O Titan, Where Art Thou                | Ach, Titáne, kde jsi                    | Amelia Lorenz      | námět: Dana Terrace, Emmy Cicierega, Mikki Crisostomo, Madeleine Hernandez, Zach Marcus a John Bailey Owen scénář: Zach Marcus                            | Mike Austin, Hayley Wong a Cat Harman-Mitchell   | 14. května 2022   | vysíláno      | 219       |
| 39           | 20        | Clouds on the Horizon                  | Mračna na obzoru                        | Bosook „Bo“ Coburn | námět: Dana Terrace, Emmy Cicierega, Mikki Crisostomo, Madeleine Hernandez, Zach Marcus a John Bailey Owen scénář: Emmy Cicierega a Mikki Crisostomo      | Daun Han, Ben Holm a King Pecora                 | 21. května 2022   | vysíláno      | 220       |
| 40           | 21        | King's Tide                            | Královský příliv                        | Bridget Underwood  | námět: Dana Terrace, Emmy Cicierega, Mikki Crisostomo, Madeleine Hernandez, Zach Marcus a John Bailey Owen scénář: Zach Marcus a Dana Terrace             | Luz Batista, Rhea Dadoo a Yasmin Khudari         | 28. května 2022   | vysíláno      | 221       |

### Třetí řada (2022–2023)
| Č. v seriálu | Č. v řadě | Původní název         | Český název      | Režie                                  | Scénář | Storyboard                                                                                   | Premiéra v USA | Premiéra v ČR | Prod. kód |
| ------------ | --------- | --------------------- | ---------------- | -------------------------------------- | --- | -------------------------------------------------------------------------------------------- | -------------- | ------------- | --------- |
| 41           | 1         | Thanks to Them        | Díky nim         | Bosook „Bo“ Coburn a Amelia Lorenz     | námět: Dana Terrace, Luz Batista, Emmy Cicierega, Mikki Crisostomo, Madeleine Hernandez, Zach Marcus a John Bailey Owen scénář: Emmy Cicierega, Mikki Crisostomo, Madeleine Hernandez, Zach Marcus a John Bailey Owen | Mike Austin, Luz Batista, Daun Han, Ben Holm, King Pecora a Hayley Wong                      | 15. října 2022 | vysíláno      | 301       |
| 42           | 2         | For the Future        | Pro budoucnost   | Amelia Lorenz a Bridget Underwood      | námět: Dana Terrace, Emmy Cicierega, Mikki Crisostomo, Madeleine Hernandez, Zach Marcus a John Bailey Owen scénář: Mikki Crisostomo, Madeleine Hernandez, Zach Marcus a John Bailey Owen                              | Mike Austin, Luz Batista, Inbal Breda, Daun Han, Yasmin Khudari, Rachel Paek a Hayley Wong   | 21. ledna 2023 | vysíláno      | 302       |
| 43           | 3         | Watching and Dreaming | Pozorovat a snít | Bosook „Bo“ Coburn a Bridget Underwood | námět: Dana Terrace scénář: Dana Terrace a John Bailey Owen | Emmy Cicierega, Daun Han, Ben Holm, Yasmin Khudari, Amelia Lorenz, King Pecora a Hayley Wong | 8. dubna 2023  | vysíláno      | 303       |

## Kraťasy

### Owl Pellets(2020)
| Č. | Původní název          | Premiéra v USA |
| -- | ---------------------- | -------------- |
| 1  | Welcome to Hexside!    | 4. dubna 2020  |
| 2  | Eda's Cursed Brush     | 11. dubna 2020 |
| 3  | Paint Scare!           | 18. dubna 2020 |
| 4  | Art Lessons with Luz   | 25. dubna 2020 |
| 5  | Coven Lovin Soap Opera | 2. května 2020 |